# История почты и почтовых марок Гайаны
История почты и почтовых марок Гайаны, государства на северо-восточном побережье Южной Америки, может условно подразделяться на колониальный и независимый периоды. Последний ведёт свой отсчёт с момента, когда Гайана 26 мая 1966 года получила независимость от Великобритании и в том же году приступила к эмиссии собственных почтовых марок. С 22 марта 1967 года Гайана входит в число стран — участниц Всемирного почтового союза (ВПС), а её национальным почтовым оператором служит компания Guyana Post Office Corporation.

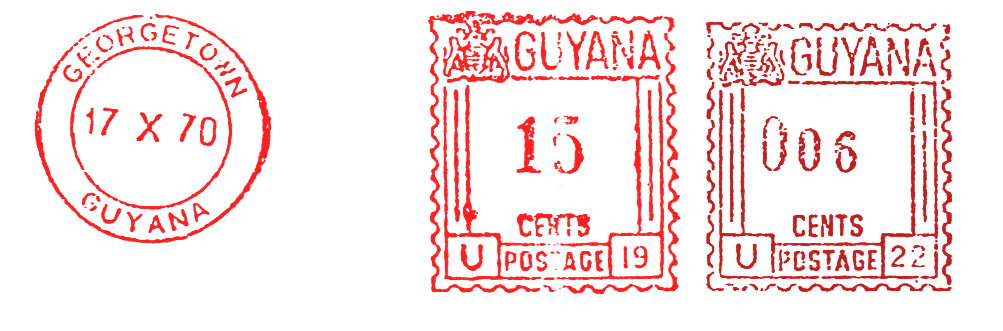
Франкотип Гайаны (1970)

## Выпуски почтовых марок

### Британская Гвиана
До обретения независимости Гайана называлась Британской Гвианой, которая выпускала почтовые марки с 1850 года.

### Независимость

#### Первые марки
После получения независимости в 1966 году Гайана начала выпускать собственные почтовые марки в качестве независимого государства. Первыми марками новой независимой республики стал выпуск 1966 года, произведённый посредством надпечатки англ. «GUYANA INDEPENDENCE 1966» («Гайана. Независимость 1966») на марках Британской Гвианы.
Одновременно в обращение также поступил памятный выпуск в честь провозглашения независимости Гайаны.

#### Последующие выпуски

Почтовая марка Гайаны (1990), погашенная по заказу: навозниковый гриб Панеолус полуяйцевидный. Допущена ошибка надписи на марке: вместо синонима вида Anellaria semiovata указано неправильное имя Anellaria semiovaja

В 1967 году серией из марок трёх номиналов было отмечено 110-летие со дня выхода в 1856 году самой редкой почтовой марки в мире — знаменитой «Британской Гвианы». Причём на памятных почтовых миниатюрах было помещено изображение «юбиляра» по типу «марка на марке».
В 1974 году появился первый почтовый блок страны.
В 2010—2013 годах Гайана выпустила много провизорных надпечаток.

### Эмиссионная политика и тематика
В 1969 году на филателистическом рынке появились некоторые выпуски, погашенные по заказу таким образом, чтобы их нельзя было отличить от почтовых марок, действительно прошедших почту.
С 1994 года почтовая служба страны стала эмитировать марки с сюжетами на тему китайского Нового года.
Одной из популярных тем на гайанских марках является спорт, в том числе Олимпийские игры и другие спортивные события. Например, 8 апреля 1998 года Гайана выпустила серию из 32 марок, на которых изображены все сборные, участвовавшие в проходившем в том году чемпионате мира; 20 августа, после турнира, восемь из них были перевыпущены с надпечаткой, объявляющей о победе сборной Франции. Подобная практика свидетельствует о спекулятивном характере ряда эмиссий Гайаны[≡].
Интерес могут представлять гайанские марки с российскими мотивами, которые выделяют в особое направление коллекционирования — «Россику». При этом Гайана по количеству таких марок занимает в Америке третье место (после Кубы и Никарагуа). По сведениям Ю. Квасникова, к 2002 году насчитывалось 86 марок Гайаны, так или иначе тематически связанных с Россией, включая 30 почтовых миниатюр, отметивших достижения космических программ СССР и России. Примечательно, что первую марку «Россики» Гайана подготовила лишь в 1989 году, и наличие большого количества марок по этой тематике может лишь свидетельствовать о том, что гайанская почтовая администрация вообще эмитирует очень много марок.
В 1991 году свет увидела рекордная спортивная серия из 72 марок Гайаны, на 17 из которых были представлены портреты советских олимпийских чемпионов.
В 1999 году Гайана издавала почтовый блок с ленинским сюжетом (Sc #3459) в своём выпуске, посвящённом итогам XX века. Выходила также гайанская марка в честь русского писателя Льва Толстого. История холодной войны и разделённого Берлина отображена на выпуске Гайаны, где дана табличка с текстом на русском языке «Вы выезжаете из американского сектора». Ещё одна марка была приурочена к встрече М. Горбачёва и Р. Рейгана, и этот же советский лидер был запечатлён на двух других марках Гайаны.

## Другие виды почтовых марок
Доплатные марки были в употреблении в Гайане с 1967 года, служебные — с 1981 года, а марки экспресс-доставки — с 1987 года. Авиапочтовые марки выходили с 14 ноября 1981 года по август 1988 года.

## Развитие филателии
К организациям, которые объединяют коллекционеров, интересующихся почтовыми марками и историей почты Гайаны, относятся:
- Филателистическое общество Гайаны (Guyana Philatelic Society)[8],
- Группа британско-карибских филателистических исследований[англ.][9],
- Кружок филателистических исследований Британской Вест-Индии[англ.][10].

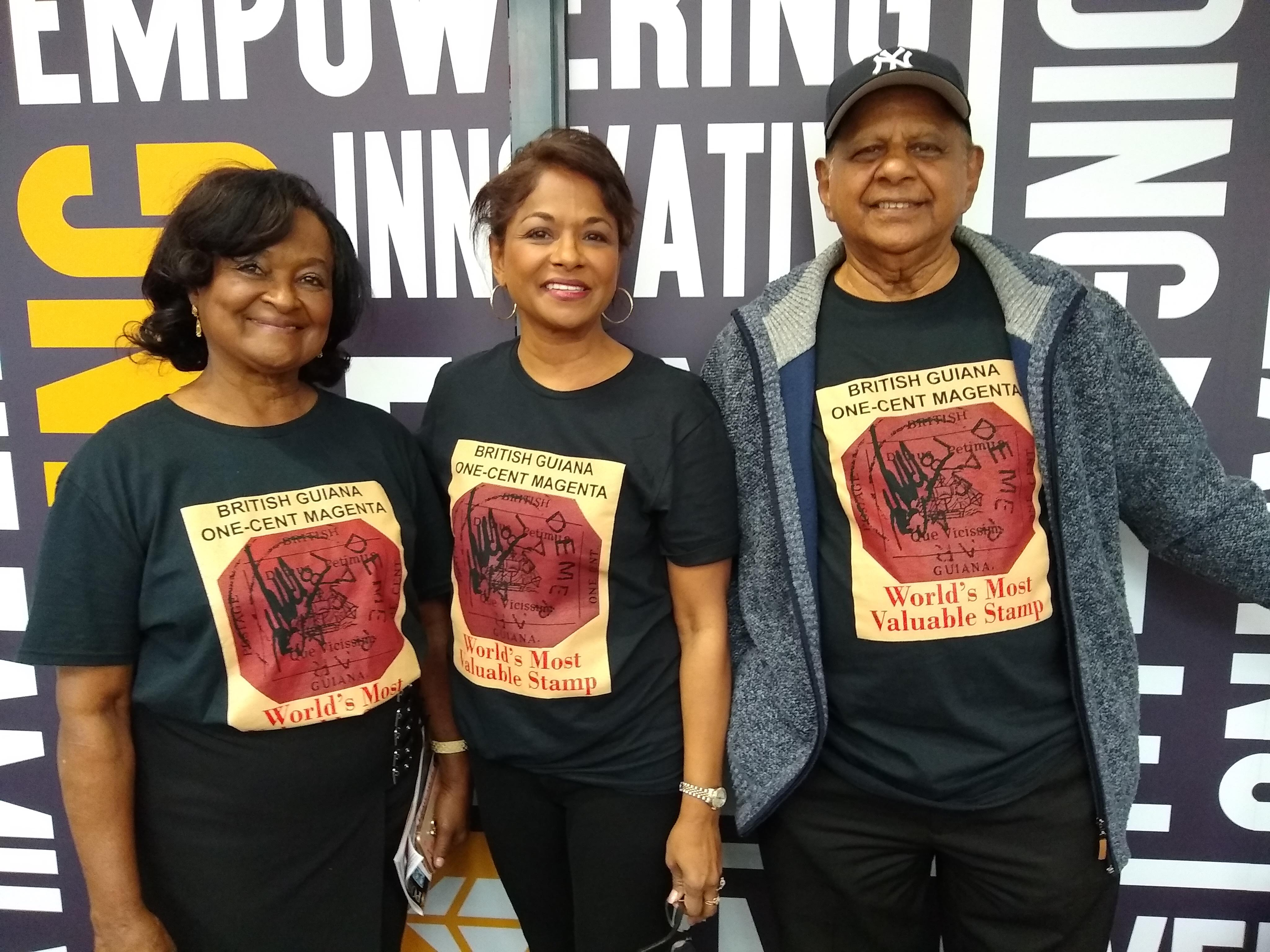
Члены Филателистического общества Гайаны в футболках с изображением самой дорогой в мире марки — «Британской Гвианы». В центре: президент общества Энн Вуд (Ann Wood)

В Джорджтауне открыт Филателистический музей (The Philatelic Museum), который находится по адресу: Robb and Savage Streets, Robbstown, Georgetown.